# Pistolet Beretta 92
Beretta 92 – włoski pistolet samopowtarzalny. Produkowany w wielu wersjach różniących się kalibrem i wymiarami. Jako M9 przepisowa broń krótka US Army.

## Historia
W 1951 roku Beretta rozpoczęła produkcję pistoletu Model 1951 Brigadier pierwszy pistolet Beretty posiadający zamek ryglowany. Beretta 951 okazała się konstrukcją udaną, przyjętą do uzbrojenia przez armię włoską, izraelską i egipską, ale w latach 70. rozpoczęto prace nad jej następcą. Początkowo zakładano, że nowy pistolet Beretty będzie wersją Brigadiera wyposażona w magazynek o większej pojemności (15 zamiast 8 naboi), szybko jednak okazało się, że zmiany są na tyle duże, że można mówić o nowej konstrukcji.
Produkcję nowego pistoletu rozpoczęto w 1976 roku. Otrzymał on nazwę Beretta 92. Już rok później powstała nowa wersja pistoletu (Beretta 92S) ze skrzydełkiem bezpiecznika przeniesionym ze szkieletu na zamek.
W 1979 roku w USA rozpoczął się proces wyboru nowego pistoletu dla amerykańskich sił zbrojnych. Wśród wymagań stawianych testowanym konstrukcjom było zastosowanie obustronnej dźwigni bezpiecznika. Odpowiedzią Beretty był model 92SB z takim bezpiecznikiem. Ostatecznie do uzbrojenia US Armed Forces został przyjęty jako M9 pistolet Beretta 92 SB-F różniący się od modelu 92SB kształtem szkieletu i drobnymi zmianami mechanizmów wewnętrznych.
Po zwycięstwie Beretty 92 w konkursie na nowy pistolet amerykańskich sił zbrojnych, włoski pistolet zaczął się cieszyć coraz większym zainteresowaniem odbiorców cywilnych. Wychodząc naprzeciw ich oczekiwaniom, Beretta opracowała w latach 80. i 90. XX wieku szereg wersji pistoletu Beretta 92 różniących się zastosowanym nabojem, wymiarami. Popularności pistoletu nie zaszkodziły wypadki pękania zamków zarejestrowane przez żołnierzy US Navy SEAL. Wskutek zanieczyszczenia talem stali, z której były wykonane, zamki w kilku pistoletach pękły, a ich tylne części po zsunięciu się z prowadnic spowodowały u strzelających obrażenia twarzy. Aby zapobiec takim wypadkom firma Beretta wprowadziła modyfikację prowadnic zamka i osi kurka.
Jako pierwsza powstała w 1986 roku kompaktowa Beretta 98 (i jej odmiana 99). W 1987 roku na zamówienie francuskiej żandarmerii powstała wersja 92G pozbawiona bezpiecznika nastawnego. W 1994 roku pojawiła się seria pistoletów wyróżnionych nazwą Brigadier. Były to pistolety Beretta 92, 96 i 98 wyposażone we wzmocnione zamki i nastawne przyrządy celownicze, a także seria Stock ze skrzydełkiem bezpiecznika ponownie przeniesionym na szkielet.
W roku 1997 Beretta rozszerzyła swoją ofertę o model 92/96/98 Combat Combo przeznaczony do zawodów IPSC. Rok później pojawiły się kompaktowe pistolety 92 Compact L, oraz 92 Compact L, Typ M.

## Wersje

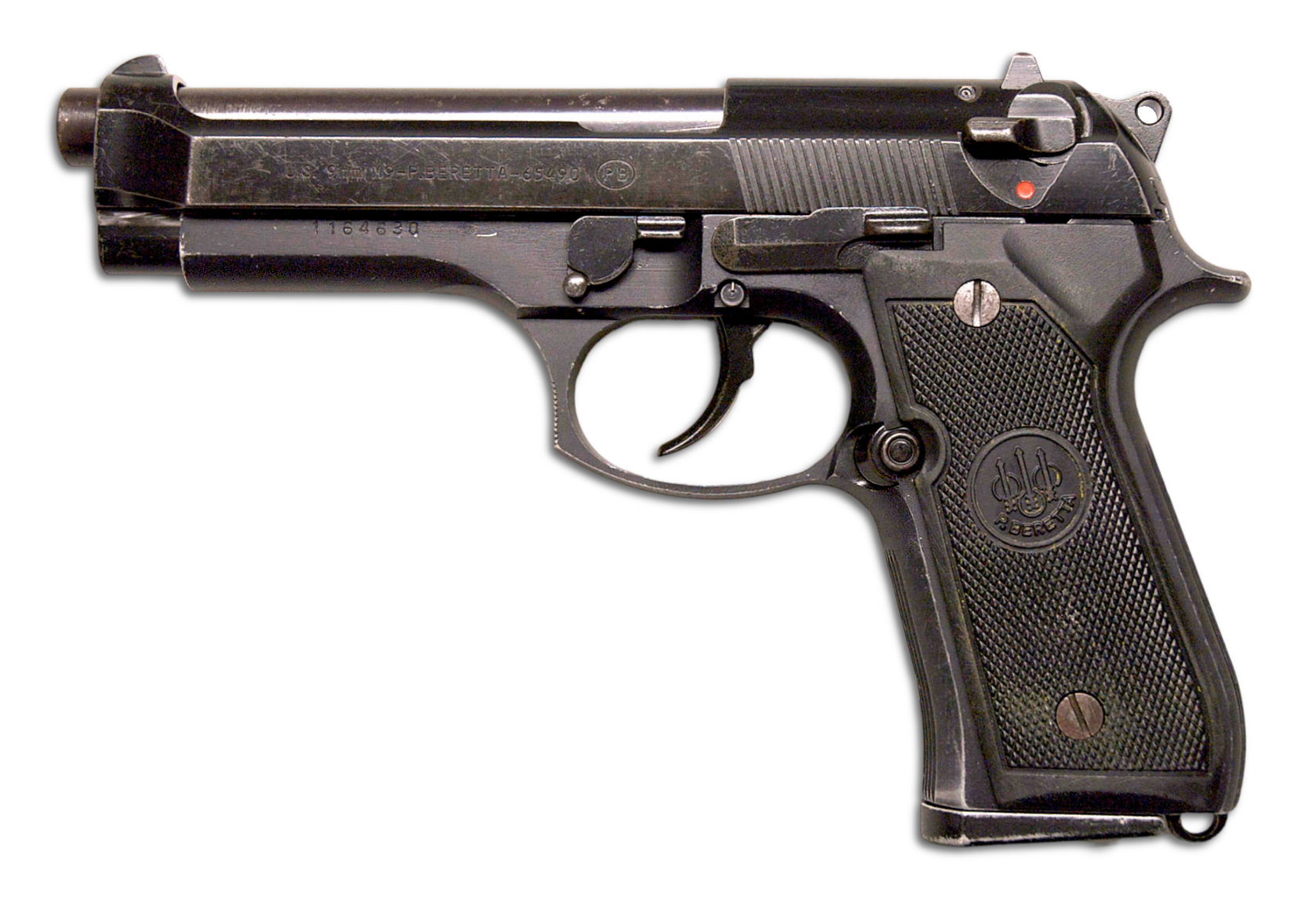
M9

- Beretta 92 – pełnowymiarowe wersje kalibru 9 mm Parabellum
  - Beretta 92 – pierwsza wersja seryjna, ze skrzydełkiem bezpiecznika na szkielecie. Poza macierzystymi zakładami Beretty produkowana przez brazylijską firmę Taurus.
  - Beretta 92S – wersja kalibru 9 mm Parabellum, ze skrzydełkiem bezpiecznika przeniesionym na zamek. Poza zasadniczą funkcją bezpiecznik dodatkowo służy do zwalniania napiętego kurka bez strzału.
  - Beretta 92SB – wersja wyposażona w obustronne skrzydełko bezpiecznika.
  - Beretta 92F – początkowo określana jako Beretta 92SB-F. Odmiana wersji 92SB o zmienionym obrysie osłony spustu, zaokrąglonej przedniej krawędzi chwytu, profilu denka magazynka, fakturze okładek i uchu strzemienia kabury. Dodatkowo pistolety tej wersji posiadały nową dwuczęściową iglicę, chromowany przewód lufy i pokrycie zewnętrzne Brunitronem. Wersja 92F była produkowana w latach 1985–1990.
    - M9 – Beretta 92F produkowana przez firmę Beretta USA dla sił zbrojnych USA.

  - Beretta 92G – wersja kalibru 9 mm Parabellum produkowana od 1987 roku na zamówienie francuskiej Gendarmerie Nationale. Zewnętrznie identyczna z Berettą 92F, ale skrzydełko na zamku pełni wyłącznie rolę zwalniacza kurka (pistolet posiada wyłącznie bezpieczniki wewnętrzne). Od 1992 roku przepisowa broń francuskich sił powietrznych.
    - Beretta 92G Elite – odmiana Beretty 92G wyposażona w zamek wersji Beretta Brigadier. Produkowana od 1995 roku.

  - Beretta 92FS – następca wersji 92F. Wyposażona w zmodyfikowaną oś kurka i prowadnice zamka zapobiegające zsunięciu się tylnej części zamka z prowadnic (kilku żołnierzy amerykańskich zostało rannych kiedy w ich pistoletach M9 pękły zamki).
  - Beretta 92D – produkowana od 1992 roku wersja kalibru 9 mm Parabellum z mechanizmem spustowym DAO.
  - Beretta 92 Brigadier – wersja kalibru 9 mm Parabellum z wzmocnionym zamkiem i nastawnymi przyrządami celowniczymi. Produkowana od 1994 roku.
  - Beretta 92 Combat Combo – wersja sportowa z nastawnym celownikiem.
- Beretta 96 – wersje kalibru.40 S&W.
  - Beretta 96D – produkowana od 1992 roku wersja kalibru .40 S&W z mechanizmem spustowym DAO.
  - Beretta 96 Brigadier – wersja kalibru.40 S&W z wzmocnionym zamkiem i nastawnymi przyrządami celowniczymi. Produkowana od 1999 roku.
- Beretta 98 – oznaczenie to nosiła kompaktowa wersja kalibru 7,65 mm Parabellum produkowana od 1986 roku. Od 1989 roku oferowana jest Beretta 98 kalibru 9 mm IMI.
  - Beretta 98 Centurion – wersja pistoletu Beretta 98 kalibru 9 mm Parabellum.
  - Beretta 98 Brigadier – wersja kalibru 9 mm IMI z wzmocnionym zamkiem i nastawnymi przyrządami celowniczymi. Produkowana od 1999 roku. Od 2000 roku pistolety 96/98 Brigadier są produkowane, także w wersji ze stali nierdzewnej (Brigadier Inox).
- Beretta 99 – odmiana pistoletu Beretta 98 z mniejszym, 8 nabojowym magazynkiem.

## Opis
Beretta 92 F jest bronią samopowtarzalną. Zasada działania oparta na krótkim odrzucie lufy. Zamek ryglowany ryglem wahliwym. Mechanizm spustowy z samonapinaniem, z kurkowym mechanizmem uderzeniowym. Kurek zewnętrzny. Bezpiecznik skrzydełkowy na zamku.
Beretta 92 F jest zasilana z wymiennego, dwurzędowego magazynka pudełkowego o pojemności 15 naboi, umieszczonego w chwycie. Są jeszcze magazynki o większej (17, 18, 20, 30 i 32 nabojów) pojemności. Zaczep magazynka z boku chwytu. Lufa gwintowana. Przyrządy celownicze mechaniczne (muszka i szczerbinka).

## Zabezpieczenia
Pistolet posiada zabezpieczenia zapobiegające wypadkom przez niezamierzone oddanie strzału. Pierwszym zabezpieczeniem jest bezpiecznik skrzydełkowy na zamku, który włączony blokuje napięcie kurka (ręcznie i spustem). Tylna część iglicy zastaje obrócona i oddalona, co uniemożliwia kontakt iglicy z kurkiem.
Za pomocą bezpiecznika skrzydełkowego można także bezpiecznie odprężyć kurek jeśli jest napięty (Single-Action do Double-Action). Niestety pistoletu nie można nosić bezpiecznie z napiętym kurkiem (Single-Action tak jak Colt 1911), bo nie ma trzeciej pozycji bezpiecznika, która tylko odpręża kurka w przeciwieństwie do Taurus PT92. Jest jeszcze zabezpieczenie kurka (Half-Cock-Position), które blokuje styczność kurka z iglicą. Można je włączyć za pomocą krótkiego napięcia odprężonego kurka (słychać kliknięcie).
Poza tym iglica jest automatycznie zablokowana i nie może się ruszać dopóki spust nie jest całkowicie naciśnięty.